# 安治川出入口
安治川出入口（あじがわでいりぐち）は、大阪府大阪市港区の阪神高速道路17号西大阪線の出入口。15号堺線方面のみ接続するハーフICで、当線の終点である。なお17号西大阪線本線と国道43号線本線とは連続した道路であり出入口ランプ・ゲート等はない。（梅香交差点のランプは国道43号線の側道である）

## 道路
- 阪神高速17号西大阪線(17-05)

## 接続する道路
- 国道43号

## 周辺
- 弁天埠頭
- 安治川
- JR西日本大阪環状線弁天町駅
- 中央線弁天町駅
- 阪神高速16号大阪港線

## 隣
阪神高速17号西大阪線
(17-04)弁天町出入口 - 弁天町ミニPA - (17-05)安治川出入口